# Monica Carminati
Monica Carminati (Londra, 2 novembre 1982) è un'ex calciatrice italiana, di ruolo attaccante.
Per anni attaccante e capitano del Como 2000 ha interrotto l'attività agonistica al termine della stagione di Serie A 2012-2013 dopo quindici stagioni consecutive giocate con la società calcistica comasca.

## Carriera
Monica Carminati inizia a vestire la casacca del Como 2000 dalla stagione 1998-1999
Al termine della stagione di Serie A 2012-2013 decide di abbandonare il calcio giocato per seguire la sua attività in ambito sanitario.

## Statistiche

### Cronologia presenze e reti in nazionale
| Cronologia completa delle presenze e delle reti in nazionale ― Italia | Cronologia completa delle presenze e delle reti in nazionale ― Italia | Cronologia completa delle presenze e delle reti in nazionale ― Italia | Cronologia completa delle presenze e delle reti in nazionale ― Italia | Cronologia completa delle presenze e delle reti in nazionale ― Italia | Cronologia completa delle presenze e delle reti in nazionale ― Italia | Cronologia completa delle presenze e delle reti in nazionale ― Italia | Cronologia completa delle presenze e delle reti in nazionale ― Italia |
| Data                                                                  | Città                                                                 | In casa                                                               | Risultato                                                             | Ospiti                                                                | Competizione                                                          | Reti                                                                  | Note                                                                  |
| --------------------------------------------------------------------- | --------------------------------------------------------------------- | --------------------------------------------------------------------- | --------------------------------------------------------------------- | --------------------------------------------------------------------- | --------------------------------------------------------------------- | --------------------------------------------------------------------- | --------------------------------------------------------------------- |
| 8-3-2006                                                              | Isernia                                                               | Italia                                                                | 4 – 0                                                                 | Scozia                                                                | Amichevole                                                            | -                                                                     | 46’                                                                   |
| Totale                                                                |                                                                       | Presenze                                                              | 1                                                                     |                                                                       | Reti                                                                  | 0                                                                     |                                                                       |

## Palmarès
- Campionato italiano di Serie B: 1

Como 2000: 2000-2001
- Campionato italiano di Serie A2: 1

Como 2000: 2010-2011